# Ria Stalman
Ria Stalman, née le 11 décembre 1951 à Delft, est une ancienne athlète néerlandaise qui pratiquait le lancer du disque. Elle est maintenant journaliste sportive. Son plus grand succès est sa victoire aux Jeux olympiques d'été de 1984 à Los Angeles.

## Biographie
Ria Stalman avait déjà été sacrée championne des Pays-Bas du lancer du disque en 1973, elle le fut en tout dix fois ainsi que cinq fois au lancer du poids. Elle étudiait à l'université d'État de l'Arizona et a ainsi pris part plusieurs fois aux championnats américains qu'elle remporta au lancer du disque en 1982 et 1984 et en 1984 pour le lancer du poids. Son plus grand succès international est sa victoire olympique de 1984, facilité néanmoins par le boycott des pays du bloc de l'Est.
Le 8 janvier 2016, elle reconnaît s'être dopée lors des saisons 1983 - 1984, notamment lors des Jeux olympiques de Los Angeles où elle remporte la médaille d'or.

## Palmarès

### Jeux olympiques d'été
- Jeux olympiques d'été de 1984 à Los Angeles (États-Unis)
  -  Médaille d'or au lancer du disque